# Hyperaspis conviva
Hyperaspis conviva är en skalbaggsart som beskrevs av Thomas Casey 1924. Hyperaspis conviva ingår i släktet Hyperaspis och familjen nyckelpigor. Inga underarter finns listade i Catalogue of Life.